# آرا آیوازیان
آرا هنری آیوازیان (Արա Հենրիի Այվազյան؛ زادهٔ ۳۰ مارس ۱۹۶۹) یک دیپلمات اهل ارمنستان است. وی از ۱۸ نوامبر ۲۰۲۰ تا ۲۷ مه ۲۰۲۱ وزیر امور خارجه جمهوری ارمنستان بود. آیوازیان پیشتر سفیر ارمنستان در حوزه کشورهای بالتیک، شبه‌جزیره اسکاندیناوی و جمهوری ارمنستان در کشور مکزیک بود. وی از دانشکده مطالعات شرقی دانشگاه دولتی ایروان فارغ‌التحصیل شده است.